# Pristimantis churuwiai
Pristimantis churuwiai é uma espécie de anfíbio anuro da família Craugastoridae. O seu estado de conservação ainda não foi avaliado pela Lista Vermelha da UICN. Está presente no Equador.